# Edward Williams

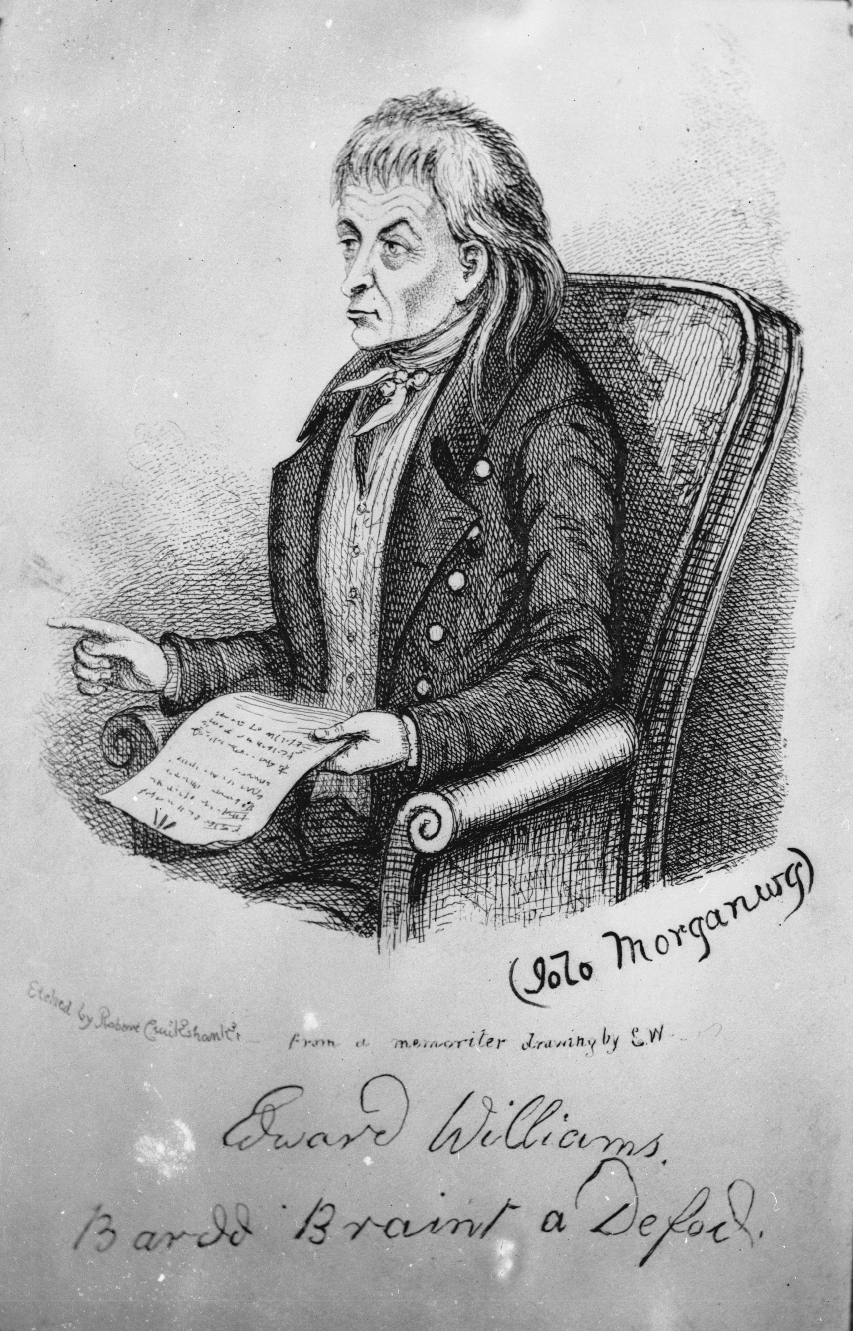
Edward Williams

Edward Williams, auch Iolo Morganwg (Morgannwg in moderner Schreibweise) (* 1747 in Llancarfan; † 1826), war ein walisischer Altertumsforscher, Dichter, Autor und Handschriftensammler. Zahlreiche, wenn nicht sogar die meisten der vorgeblich von ihm aufgefundenen Manuskripte und Dokumente wurden nach seinem Tod als Fälschungen entlarvt. Sein Name bedeutet auf Walisisch „Edward von Glamorgan“ (Iolo ist die Koseform von Iorwerth/Edward).

## Leben und Werk
Williams begann sein Arbeitsleben als Steinmetz, wurde später unter dem Namen Iolo Morganwg bekannt, hauptsächlich als Erfinder moderner Barden-Rituale und deren Philosophie. Er galt zeit seines Lebens als der führende Experte für walisische Kultur des Altertums und Mittelalters. Im Zuge der romantischen Rückbesinnung auf keltische/walisische Kultur suchte er, eine Kontinuität der Dichtung von Barden und Druiden mit der zeitgenössischen walisischen Dichtung herzustellen. Er gründete den ersten Bardenkonvent (Gorsedd) der Neuzeit, den Gorsedd Beirdd Ynys Prydain. Die Gründungszeremonie fand am 23. September 1792 bei Primrose Hill in London statt, wo auch heute noch neodruidische Feiern zu Beltane stattfinden. Dieser Gorsedd findet auch heute noch in veränderter Form statt.
Er bediente sich dazu auch alter Literatur (vieles davon ist erst lange nach seinem Tod als Fälschung erkannt worden), mit der er die fortdauernde Tradition der Druiden in Wales, welche unbeschadet den Einfall der Römer und die Christianisierung überstanden haben sollte, belegen wollte, sowie eine Unterdrückung der Barden unter Elisabeth I. von England. Iolos Philosophie stellt eine Verbindung zwischen dem Christentum und Einflüssen von König Arthur her, ähnlich wie dies William Blake tat. Sein Ziel war es, die walisische Sprache im Süden von Wales zu fördern, genauer in seiner Heimatregion Glamorgan. Damals gab es eine Vorliebe für das Nordwalisische.
Williams war aufgrund einer Krankheit die meiste Zeit auf die Droge Laudanum angewiesen, was seine geistige Stabilität beeinträchtigt haben dürfte.
Er war auch der Autor des Druid's Prayer oder Gorsedd prayer (walisisch Gweddi'r Derwydd oder Gweddi'r Orsedd), das die Grundlage mancher Rituale des Gorseddau und des Neo-Druidismus darstellt, mit seiner metaphysischen Theorie der „drei Ringe der Existenz“ von innen nach außen. Weitere Schriften waren Cyfrinach Beirdd Ynys Prydain („Das Geheimnis der Barden der Insel Britannien“, 1829).
In Barddas („Poesie“, „Dichtkunst“, 1862), einem Werk, das er unter dem Pseudonym Llewellyn Sion schrieb, behauptete Williams, während der Regierungszeit von Kaiser Macsen Wledig (335–388) seien die Barden zu ihrer Unterstützung besonders bevorrechtet worden. Dem trotzdem folgenden Niedergang des Bardentums habe König Arthur durch Gründung seiner Tafelrunde im 6. Jahrhundert entgegenwirken wollen, die deshalb eigentlich „an arrangement of the arts, sciences, usages and privilegy of the Bards“ gewesen sei. Auch eine Pseudo-Runenschrift namens Coelbren y beirdd („Loshölzer der Barden“) erfand Williams in diesem Kontext (Barddas, S. 55–167), die von den Neudruiden noch immer als „überlieferte Schriftform“ verwendet wird.